# Gallipoli Calcio
Gallipoli Calcio, bildat 1999, är ett fotbollslag från staden Gallipoli i den italienska provinsen Lecce. Den ligger vid Joniska havet, på Salentohalvöns västkust i Italien.
Gallipoli Calcio vann 2005-2006 års Serie C2/C-mästerskap. Säsongen 2009/2010 spelar laget för första gången i Serie B som nykomlingar.